# Fosforibozilamin
Fosforibozilamin (5PRA) je intermedijer u purinskom metabolizmu. On je prekurzor IMP-a. 5PRA se formira iz fosforibozil pirofosfata (PRPP).

## Literatura
- David L. Nelson; Michael M. Cox (2005). Principles of Biochemistry (IV изд.). New York: W. H. Freeman. ISBN 0-7167-4339-6.
- Donald Voet; Judith G. Voet (2005). Biochemistry (3 изд.). Wiley. ISBN 9780471193500.